# Brote del virus Nipah de 2018 en Kerala
El brote del virus Nipah de 2018 en Kerala fue un brote de la infección por el virus Nipah que se produjo entre mayo y junio de 2018 en el estado de Kerala, India. El brote se localizó en los distritos de Kozhikode y Malappuram de Kerala. Se reportaron un total de 19 casos con 17 muertes en ese periodo a causa del virus. El brote fue contenido y el 10 de junio de 2018 se declaró su fin. 
Este es el tercer brote reportado en India, y las anteriores ocurrieron en 2001 (45 muertes) y 2007 (5 muertes).

## Cronología
El caso índice del brote fue informado en el sub-divisional hospital de Perambra en el distrito de Kozhikode el 2 de mayo. El paciente, Mohammed Sabith fue llevado al Colegio Médico del Gobierno, Kozhikode, para recibir tratamiento adicional, donde murió a causa del virus. Más tarde, su hermano Mohammed Salih fue ingresado en el Baby Memorial Hospital, en Kozhikode, con sospecha de encefalitis viral. Un equipo de médicos del Baby Memorial Hospital, Kozhikode, sospechaban del virus Nipah, ya que los síntomas eran similares a los de su hermano muerto. Las muestras se analizaron en el Instituto de Virología de Manipal, donde se confirmó como un caso de Nipah; las muestras también dieron positivo en el Instituto Nacional de Virología, de Pune. 
Sabith había transmitido el virus a 16 personas en el Medical College Hospital; posteriormente se infectarían dos más, aumentando el total de infectados a 18. Hubo 10 muertes en la primera semana, incluida una enfermera llamada Lini Puthussery que trató al paciente índice antes del diagnóstico. El brote comenzó en el distrito de Kozhikode y luego se extendió al adyacente distrito de Malappuram. Se emitieron avisos de salud para el norte de Kerala y los distritos adyacentes de Karnataka, con dos casos sospechosos detectados en Mangalore el 23 de mayo de 2018.
Más de 2000 personas en los distritos de Kozhikode y Malappuram fueron puestas en cuarentena y mantenidas bajo observación mientras duró el brote. Para combatir el la infección se usó el anticuerpo monoclonal humano M 102.4 de Australia (aún estaba en fase de ensayos clínicos). El brote también condujo a la reactivación del Grupo de Ensayos de Drogas Nipah de la Organización Mundial de la Salud, dirigido por Soumya Swaminathan. 
Después de Sabith, 16 de los pacientes afectados murieron por la enfermedad y dos pacientes se recuperaron por completo. El 10 de junio de 2018 el ministro de Salud declaró oficialmente el fin del brote.

## Virología y epidemiología.
La presencia del virus Nipah en pacientes se confirmó mediante pruebas de RT-PCR realizadas en el Instituto de Virología de Manipal y el National Virology Institute, de Pune.
No detectaron el virus en el primer conjunto de muestras tomadas de murciélagos, pero pruebas posteriores demostraron que los murciélagos de la fruta en el área eran la fuente del virus.

## Respuesta
El 23 de mayo de 2018, el Departamento de Salud de Kerala emitió un aviso de viaje pidiendo a los viajeros de los distritos del norte de Kerala que sean más cautelosos.
El 23 de mayo de 2018, el estado de Kerala, solicitó asesoramiento médico al Departamento de Salud de Malasia (Kementerian Kesihatan Malaysia), para el tratamiento y los medicamentos para el virus Nipah 
El 25 de mayo de 2018, se compartió el intercambio de información sobre virus publicado en la WHO EIS 
El 25 de mayo de 2018, el Ministerio de Salud y Prevención de los Emiratos Árabes Unidos aconsejó posponer los viajes innecesarios a Kerala y evitar sus frutas y verduras hasta que la situación estuviera bajo control.
El 30 de mayo de 2018 comenzó la construcción del Instituto de Virología Avanzada, Kerala, que se fundó en respuesta al brote.
El 1 de junio de 2018, la diócesis de Thamarassery en el norte de Kerala instó a las iglesias a dejar de dar la Comunión en la lengua, posponer las clases religiosas y evitar bodas, reuniones familiares y viajes innecesarios hasta el virus sea contenido.

## Reconocimiento
Los esfuerzos de Kerala fueron dirigidos por el primer ministro Sr. Pinarayi Vijayan, la ministra de salud K. K. Shailaja y el Jefe de la Secretaría Adicional (Additional Chief Secretary) Rajeev Sadanandan y el su distrito collector (district collector) fueron elogiados por muchos, incluido el Tribunal Superior de Kerala y Robert Gallo, del Instituto de Virología Humana, Baltimore. A causa del brote Rajeev Sadanandan recibió el apodo "Nipah Rajeev".
El gobierno de Kerala otorgó aumentos tempranos a 61 personas para recompensarlos por sus esfuerzos para abordar este brote: 4 profesores asistentes, 19 enfermeras, 7 asistentes de enfermería, 17 personal de limpieza, 4 asistentes de hospital, 2 inspectores de salud, 4 personal de seguridad, 1 fontanero, y 3 técnicos de laboratorio. 12 residentes junior y dos residentes senior también recibieron medallas de oro. 
Lini Puthussery, una enfermera de 28 años del hospital Perambra Taluk que fue víctima de Nipah, fue aclamada en las redes sociales y por los médicos como una heroína por su sacrificio. Una nota que había escrito dirigida a su esposo Sajish se distribuyó ampliamente en las redes sociales. El sindicato Kerala Government Hospital Development Society (KGHDS) instituyó el premio en nombre de Puthussery a una persona sobresaliente en el sector. El "Premio a la mejor enfermera en servicio público" fue instituido en memoria de Puthussery. Jim Campbell, Director de la Fuerza Laboral de Salud de la Organización Mundial de la Salud también rindió homenaje, tuiteando: "Recuérdalos, para que no lo olvidemos: Razan al-Najjar (Gaza); Lini Puthusserry (India), Salomé Karwah (Liberia)".
El gobierno de Kerala también elogió a muchos otros de la fraternidad y la administración médica por sus contribuciones para abordar este brote.

## Brote posterior
El 4 de junio de 2019 se detectó un nuevo caso de un estudiante de 23 años en Cochín. Más de 300 personas fueron puestas bajo observación, pero no se informaron más casos. El estudiante se recuperó. Este sería el cuarto brote reportado en la India, siendo las anteriores en 2001 (45 muertes), 2007 (5 muertes), y 2018 (17 muertes).

## En la cultura popular
Este evento inspiró la película indio-malaya Virus, película de suspenso del año 2019.